# キー・ヨン・チョン
キー・ヨン・チョンは、マレーシア出身の中国人の現代音楽作曲家。現在は世界中を渡り歩いている。

## 略歴
ブリュッセル音楽院を首席で卒業。ICOMS国際作曲コンクール第1位を受賞後、次々と国際コンクールを制し、現在では20以上の受賞歴がある。第2回ソウル国際作曲コンクールと第4回パヌフニク国際作曲コンクールで共にグランプリで獲得した頃から注目された。現在もブリュッセルにピアニストの妻と一人娘と住み、ヨーロッパの楽壇からの委嘱作曲に応えている。
ワルシャワの秋出品時のパンフには、「親の仕事を継ぐのに反対して音楽家になることを決意したが、ベルギーで皿洗い」をするなど苦渋の生活であったと本人からのコメントがある。日本からの委嘱や演奏もある。

## 作曲作品と作風
中国系であることをアピールする作風で、シェンや中国式の打楽器の奏法などもふんだんに使われる。原則的には全作品を通しモノフォニックな印象が強いが、ディレィテクニックを使った「オーバード」ではポリフォニックな響きを聞かせている。活動当初は旋律に与えられる装飾も比較的おとなしかったが、2008年現在はかなり複雑化している。題名はほぼ自然からの影響を見せたものがほとんどであり、この点も中国の伝統を意識した構成になっている。「裁断された風景」、「変容」などは連作化することで個人様式を深めている。
作品はVerlag Neue Musikから全作品が貸与または販売されている。